# Giorgio Pullicino
Giorgio Pullicino (ur. 8 lipca 1779 w Valletcie, zm. 25 października 1851 tamże) – maltański architekt, malarz oraz profesor rysunku i architektury na Uniwersytecie Maltańskim.
Znany z obrazów przedstawiający widoki portowe, jest również uznawany za jednego z pierwszych klasycystycznych architektów na Malcie. Wykonał projekty kilku budynków, lecz jedyną budowlą, której zdecydowanie udowodniono jego autorstwo, jest monumentalny obelisk, znany jako Spencer Monument. Pewna liczba innych budynków, w tym Monument Alexandra Balla, również jest jemu przypisywana.

## Życiorys
Giorgio Pullicino urodził się w Valletcie 8 lipca 1779 roku jako syn Pietro Paolo Pullicino i jego żony Clary née Azzarillo. Był bratankiem malarza Alberto Pullicino. Od młodego wieku miał skłonność do rysowania, uczęszczał do szkoły projektowania prowadzonej przez Michele Busuttila. W roku 1794 wysłany został do Rzymu na studia w Accademia di San Luca. Studiował prace Rafaela i Tycjana, i spotkał się z kilkoma wiodącymi artystami tego czasu, m.in. Antonio Canovą. Zaznajomił się z klasycyzmem w sztuce i architekturze, w tym z pracami francuskiego architekta Claude’a Nicolasa Ledoux. Jeszcze podczas studiów Giorgio w Rzymie, w roku 1799 zmarł jego ojciec.
Podczas sześcioletniego pobytu Pullicino za granicą, na Malcie zaszły duże zmiany polityczne. Rządy Zakonu św. Jana zakończone zostały w roku 1798, kiedy wyspa została najechana i zajęta przez Francuzów. Niedługo potem Maltańczycy powstali przeciwko okupantom, uzyskując pomoc brytyjską, neapolitańską i portugalską, i we wrześniu 1800 roku Malta stała się brytyjskim protektoratem. W tym samym miesiącu Pullicino powrócił z Rzymu na Maltę, i zamieszkał w Valletcie ze swoją matką. W kwietniu 1807 roku poślubił Vincenzę Attard, z którą miał siedmioro dzieci.
W rokun 1803 Pullicino został profesorem rysunku i architektury na Uniwersytecie Maltańskim. W roku 1830 uzyskał oficjalne kwalifikacje jako perito agrimensore (architekt i geodeta). W roku 1836 był przedstawicielem maltańskich architektów w petycji do Royal Commission on the Affairs of Malta (Królewska Komisja do Spraw Maltańskich). Przeszedł na emeryturę w roku 1839, przez następne trzy lata pracował jeszcze w swoim prywatnym studio. Z powodu choroby kilka ostatnich lat swojego życia spędził nie wychodząc z domu. Zmarł w Valletcie 25 października 1851 roku w wieku 72 lat.

## Dorobek

### Malarstwo

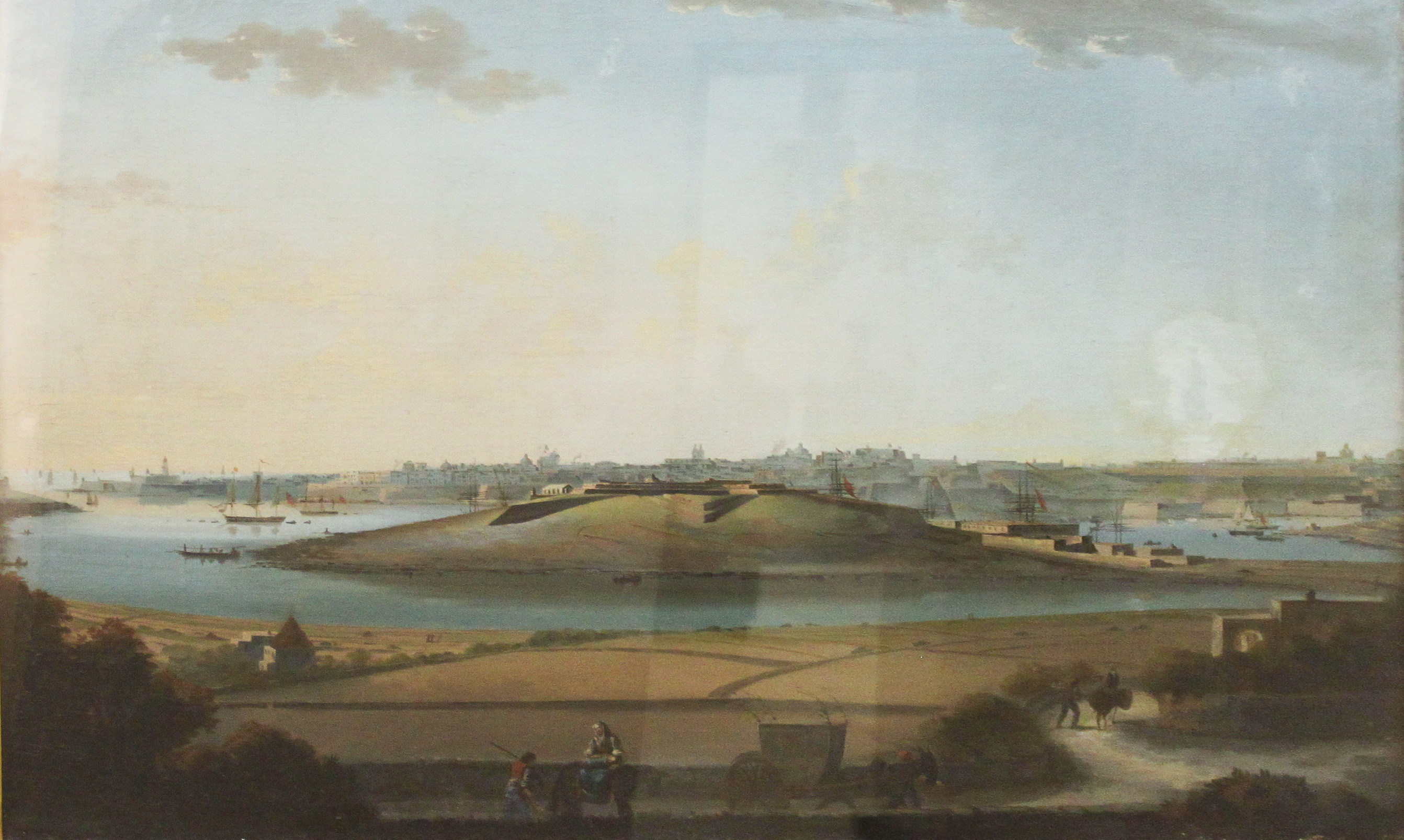
View of Manoel Island (Widok Manoel Island), Narodowe Muzeum Sztuk Pięknych w Valletcie

Podczas swojej kariery Pullicino wykonywał obrazy różnymi technikami, w tym „pen-and-wash”, akwarelą i farbą olejną. Jego styl był malowniczy, naturalistyczny, malował głównie sceny z Valletty, Grand Harbour i Marsamxett Harbour. Sportretował również kilka innych miejsc na Malcie, jak np. Gozo Citadel i St. Julian’s Bay. Wykonał też akwarele lokalnych strojów.
Wiele ze swoich pejzaży sprzedał, aby uzupełnić swoje dochody; niektóre z nich zakupili członkowie brytyjskiego personelu wojskowego, stacjonujący na Malcie. Wiele jego prac można oglądać dziś w Narodowym Muzeum Sztuk Pięknych w Valletcie, a także w prywatnych kolekcjach, tak na Malcie, jak i za granicą.

### Architektura
W roku 1804 Pullicino wykonał projekt odbudowy kościoła Porto Salvo w Valletcie, ponieważ oryginalny kościół uznano za niebezpieczny i został on zburzony. Projekt Pullicino był we wstrzemięźliwej formie baroku, zawierający kilka elementów klasycystycznych. Niestety, nie został on wybrany, i kościół odbudowano na podstawie barokowego projektu autorstwa Antonio Cachii. Pullicino również przedstawił projekt małego kościoła w Luqa, jak też inny – rekonstrukcji kościoła parafialnego w Moście, który znów nie został wybrany, tym razem na rzecz klasycystycznej Rotundy projektu Giorgio Grogneta de Vassé.
Jedyną istniejącą budowlą, co do której istnieją historyczne dowody zaprojektowania jej przez Giorgio Pullicino, jest Spencer Monument. Monumentalny obelisk został zbudowany w roku 1831 na Corradino Hill, w roku 1893 przeniesiono go do Blata l-Bajda. Oryginalne plany architekturalne budowli zachowały się, będąc dowodem autorstwa Pullicino.
Poza obeliskiem, Pullicino przypisuje się kilka innych prac architektonicznych. Monument Alexandra Balla, zbudowany w roku 1810 w Lower Barrakka Gardens, był „z prawie absolutną pewnością” zaprojektowany przez Pullicino, lecz nie zachowały się oryginalne plany. Pomnik ten jest jednym z pierwszych przykładów architektury klasycystycznej na Malcie, i Pullicino jest uznawany za jednego z pierwszych wyrazicieli tego stylu na wyspie.
Dorycki portyk Main Guard w Valletcie, zbudowany w roku 1814, jest również często przypisywany Pullicino, chociaż mógł on również być zaprojektowany przez pułkownika George’a Whitmore’a z Royal Engineers. Do innych budowli, które mogły być również zaprojektowane przez Pullicino zalicza się fontanna i eksedra w Lower Saint Elmo, Villa Frere w Pietà oraz tylne wejście do starego budynku Uniwersytetu w Valletcie. To ostatnie jest zbudowane w stylu typowym dla Pullicino, jest on najbardziej prawdopodobnym projektantem, gdyż w czasie budowy tego wejścia w roku 1824 był profesorem architektury na Uniwersytecie.
Pullicino jest również możliwym kandydatem na (dziś nieznanego) architekta zniszczonej kolumny Ponsonby’ego, zbudowanej w roku 1838.

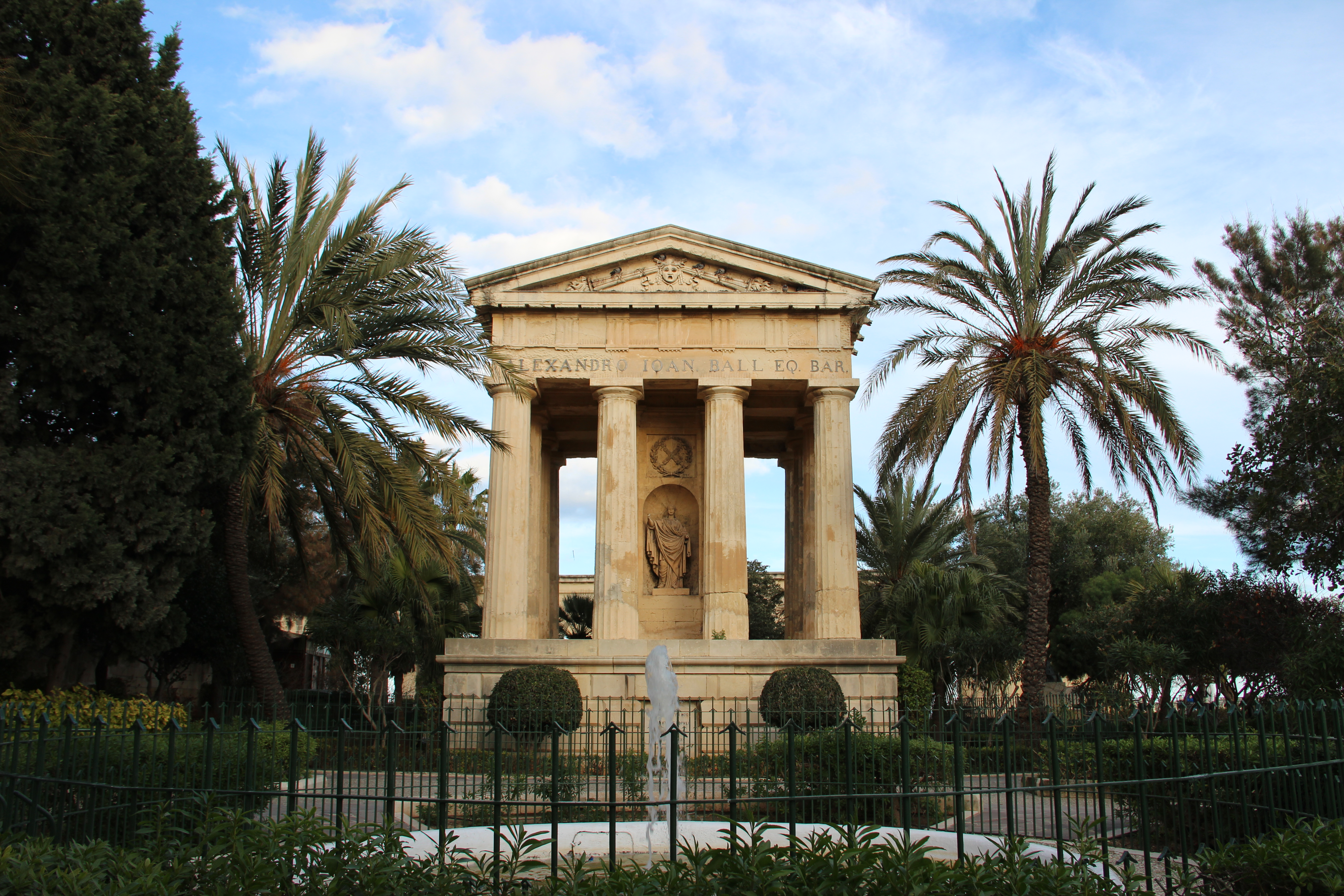
Monument Alexandra Balla (1810)
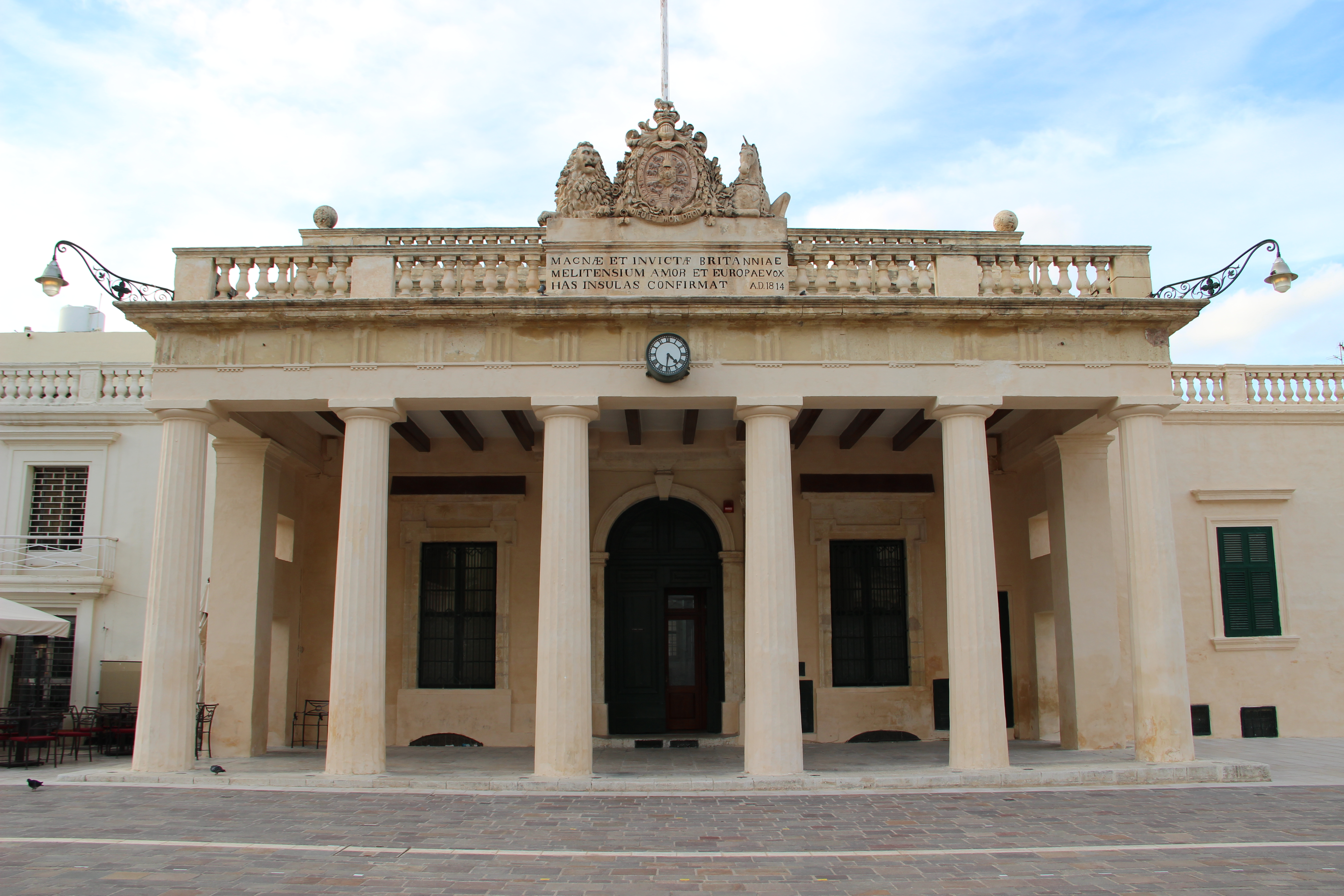
Portyk Main Guard (1814)
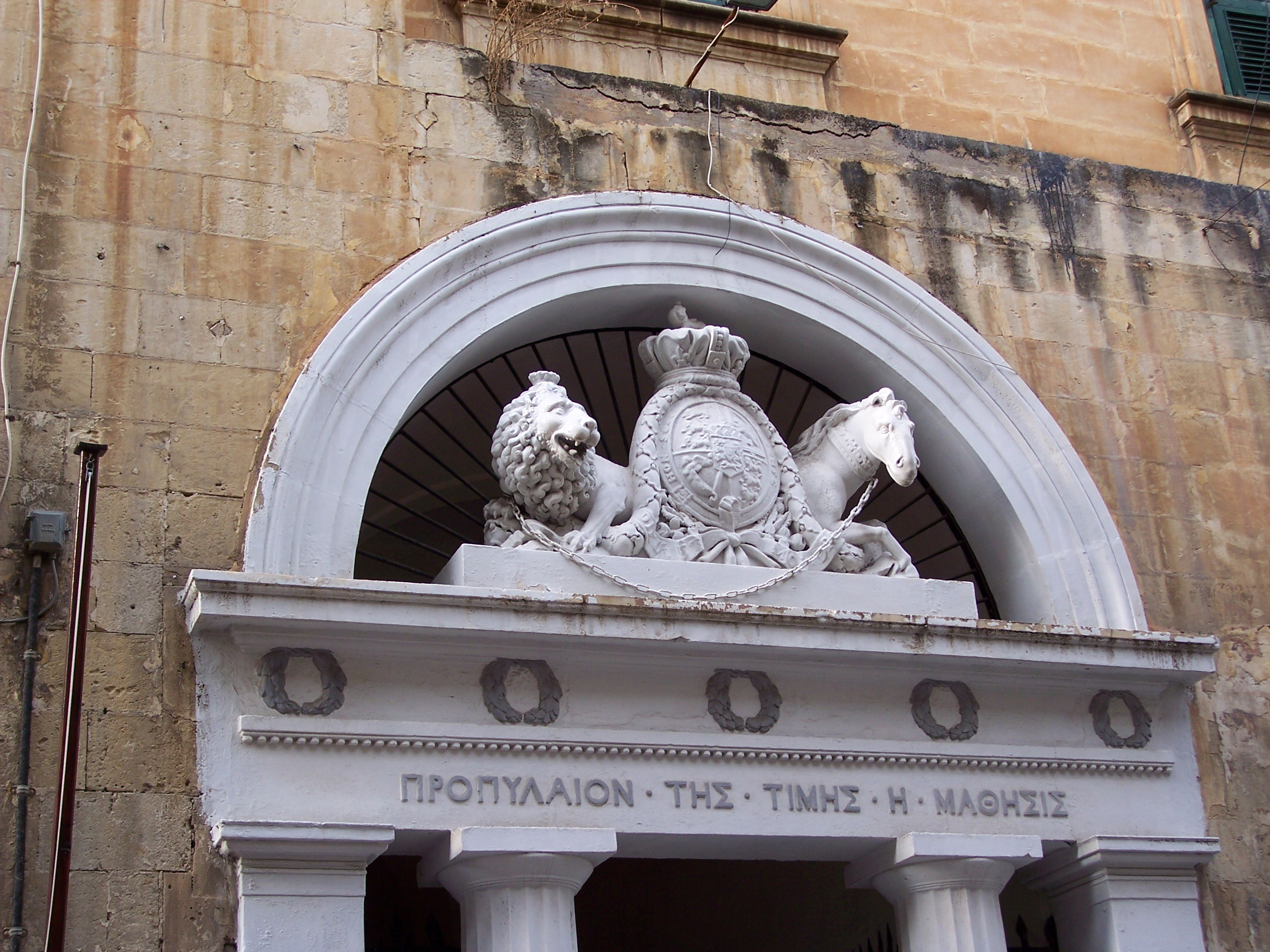
Wejście do starego budynku Uniwersytetu (1824)
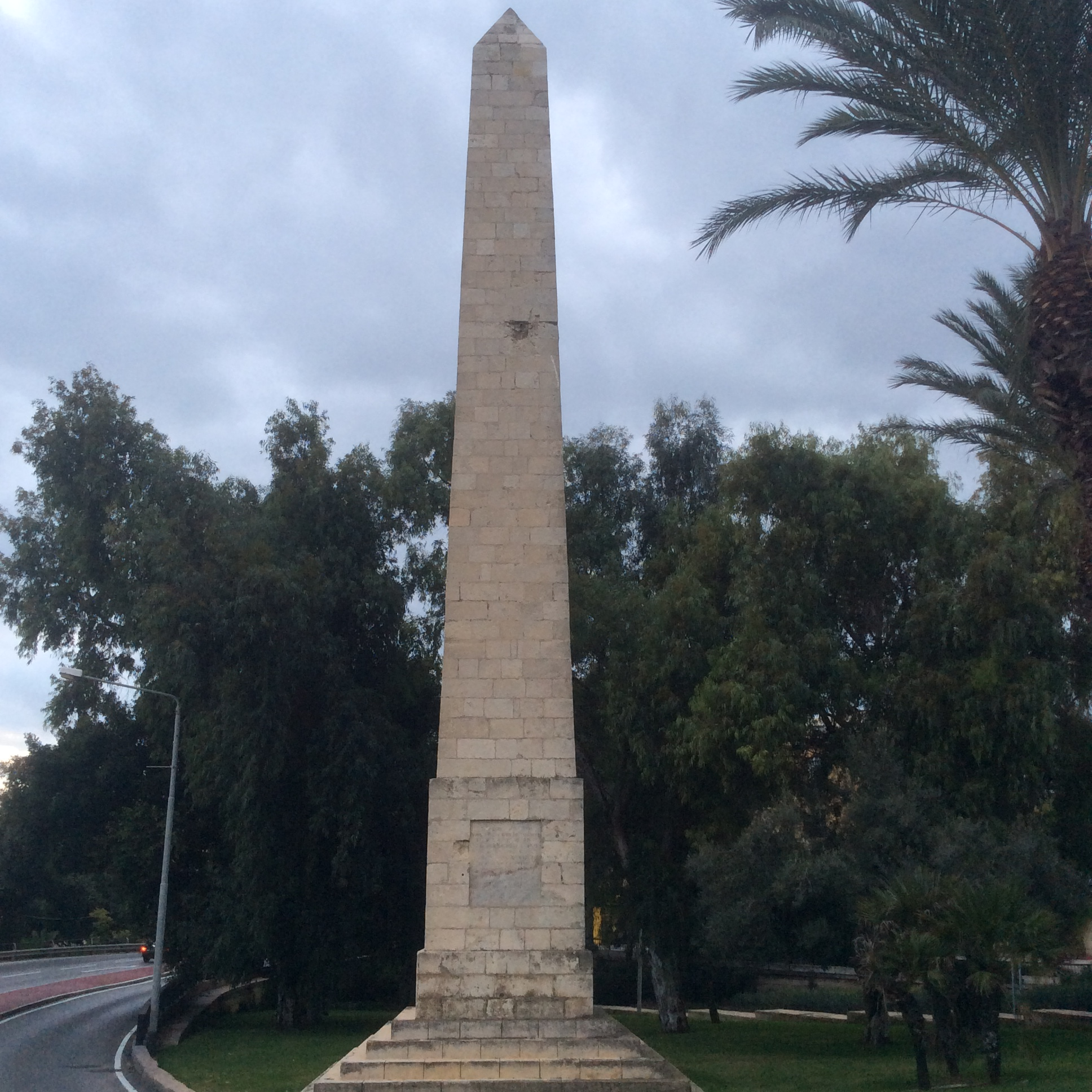
Spencer Monument (1831)